# Tjøme
Tjøme este o comună din provincia Vestfold, Norvegia.
Are o suprafață de 39 km². Populația este de 4.971 locuitori, determinată în 1 ianuarie 2016, prin estimare[*].